# Extinción (novela)
Extinción (en alemán: Auslöschung. Ein Zerfall) es una novela del escritor austriaco Thomas Bernhard. Fue publicada en 1986 por la editorial Suhrkamp.
La novela consta exclusivamente de un monólogo interior, obra del protagonista y narrador en primera persona Franz-Josef Murau, quien describe sus pensamientos con motivo de la muerte accidental de sus padres y su hermano. La atención se centra en los recuerdos de Murau de su juventud en la casa familiar del castillo de Wolfsegg en Alta Austria. Con la ayuda de la transcripción, Murau quiere afrontar las condiciones en Wolfsegg, que finalmente le obligaron a huir a París, Lisboa y Roma. De esa forma procesa su “complejo del origen”  y borra sus recuerdos: “Mi informe sólo está ahí para borrar lo que en él se describe”.
Extinción es la última novela publicada y la más extensa de Thomas Bernhard.

## Origen
Bernhard completó en gran medida el trabajo de Extinción en 1982, pero no imprimió el manuscrito hasta 1986. El tema de la novela, los preparativos del funeral en una finca noble, no había abandonado a Bernhard desde su primer relato El italiano (1964). En el guion cinematográfico homónimo (1970/71), el autor situó por primera vez los acontecimientos narrados en la ciudad y el castillo de Wolfsegg. Ferry Radax (nacido en 1932) rodó allí la película en febrero/marzo de 1971, en la que, como en la novela, el invernadero también sirve como sala funeraria. El italiano, en la historia y en la película un invitado al funeral al que se siente apegado el hijo del difunto señor del castillo, se transforma en la novela en el hijo renegado que se ha separado de la "comunidad criminal" de Wolfsegger (503). y vive en Roma. Allí se entera de que sus padres y su hermano Johannes murieron en un accidente de tráfico, va a Wolfsegg para participar en el funeral de los fallecidos en el accidente, y tras el renovado enfrentamiento con su "complejo del origen" (Herkunftskomplex) y los invitados al funeral, entre los que reconoce a antiguos dignatarios de la época nacionalsocialista en Austria decide tomar los bienes que le han correspondido legados a la comunidad judía de Viena como un “don completamente incondicional”.

## Argumento
El austriaco Franz-Josef Murau, de casi cincuenta años, vive en Roma, donde enseña literatura y filosofía alemanas a su alumno Gambetti. A la hora del almuerzo recibe un telegrama de sus dos hermanas Cecilia y Amalia, quienes le informan de la muerte accidental de sus padres y de su hermano Johannes.
En la primera parte de la novela, titulada El telegrama, Murau relata el resto del día que pasa en su apartamento de Roma tras recibir el mensaje. La mayoría de estas descripciones son recuerdos de su infancia y juventud en la finca familiar Schloss Wolfsegg am Hausruck en Alta Austria. Los conflictos con su familia conservadora y las condiciones imperantes allí obligaron a Murau a huir al extranjero y, finalmente, a Roma. Lo apoyó su tío Georg, su único confidente dentro de la familia. Sin embargo, estos recuerdos no procesados no surgen repentinamente a raíz de la noticia de la muerte de sus padres y de su hermano, sino que siempre han sido objeto de conversaciones con su alumno Gambetti y su amiga María (alegoría de un “debate implícito con Ingeborg Bachmann sobre escribir”  y un homenaje de Bernhard a ella). El largo torrente de recuerdos reemplaza la acción exterior, que se puede resumir brevemente: Murau se queda en su habitación, hace la maleta y mira fotografías de su familia.
La segunda parte El testamento narra la estancia de Murau en Wolfsegg con motivo del funeral de sus padres y su hermano. Tras su llegada, Murau ayuda a sus hermanas a preparar el funeral y da la bienvenida a los dolientes. El elegante y educado arzobispo y diplomático vaticano Spadolini ocupa una posición especial. El narrador tiene una fuerte relación de amor y odio con este clérigo, que mantuvo una relación con la madre de Murau durante más de treinta años.
El funeral tiene lugar al día siguiente y dos días después Murau dona la propiedad, de la que se ha convertido en único heredero, a la comunidad judía de Viena  y viaja de regreso a Roma, donde escribió esta 'extinción'” . La última frase de la novela informa sobre su muerte.

## Estilo y estructura
Una técnica literaria clave en la novela es la del flujo de conciencia, en la que las acciones internas como la memoria, la reflexión, etc. dominan sobre la acción externa. El monólogo interior del narrador sólo se ve interrumpido por dos inserciones al principio y al final de la novela; "Murau escribe"  y "nacido en 1934 en Wolfsegg, fallecido en 1983 en Roma",
Los recursos estilísticos más importantes de la novela son las repeticiones y exageraciones de las declaraciones de Murau, típicas de Thomas Bernhard, mediante el uso frecuente de superlativos y adverbios generalizadores como “siempre”, “nunca”. El narrador habla del “arte de la exageración”, a través de un giro autorreflexivo, el procedimiento se convierte en tema de conversación entre el profesor y su alumno y, por tanto, también en tema de la novela.
La novela se compone casi en su totalidad de texto continuo, que carece de estructura alguna a través de capítulos, párrafos o sangrías. Se divide en dos partes de aproximadamente la misma extensión: El Telegrama (la velada de Murau en Roma) y El Testamento (la estancia de Murau en Wolfsegg). Se dice “desde la parte de Roma [...] hacia Wolfsegg y desde la parte de Wolfsegg de vuelta a Roma”.
En una entrevista, Thomas Bernhard dijo que su escritura era “una cuestión de ritmo” y tenía “mucho que ver con la música”. De hecho, hay elementos estructurales en el texto que corresponden a “principios musicales”. Además de la repetición, también hay “oposición”, “variación” y “modulación”. Estas “formas de lenguaje regular” con sus “mecanismos de autorreproducción parecidos a máquinas” pueden, por un lado, entenderse como “una expresión de la autoalienación y el fracaso radical de un sujeto histórico” y, por el otro, Por otro lado, ofrecen la posibilidad de entregarse a ellos, como una pieza musical, “sin resistencia, disfrutando de dar”, para que “el yo que hace música y habla, como su oyente, pueda de repente sentirse suspendido en [su orden] ”.
La repetición de fórmulas como “pensé”, “le dije a Gambetti”, “como se dice”, así como el uso constante de elementos culminantes dan ritmo a la novela de más de 600 páginas.
La historia está precedida por una cita de Montaigne: “Siento cómo la muerte me tiene constantemente entre sus garras. No importa cómo actúe, ella está en todas partes”.

## Temas, motivos, enfoques de interpretación.

### Extinción
El narrador pretende lograr una “restitución de ese escrito perdido”  del tío Georg: “Estoy seguro de que mi tío Georg tenía algo similar en mente […]. Dado que esta anti-autobiografía de mi tío ya no está disponible, tengo la obligación de mirar despiadadamente a Wolfsegg y denunciar esta visión despiadada”.  Un forastero y "destructor" crea un monumento a otro forastero en la familia y así legitima su proyecto. El escrito, que presuntamente fue malversado y destruido por la madre, debe ser preservado para que no sea “borrado”. En el acto de contar, se transmite lo que “se desmorona” en la vida que se cuenta. El castillo de Wolfsegg, borrado de la propiedad de la familia mediante la donación a la comunidad judía de Viena, sirve también como vehículo para mantener viva la "memoria de los pagos de reparación de facto a las víctimas del nazismo austríaco".
Al final de la historia, gran parte de la familia queda “extinguida”: los padres, el hermano, el tío y el propio narrador. Lo que les sucede a las hermanas aún no está claro, esto también es una borradura.
La acción principal es la reflexión: recordar lo que pasó y lo que se dijo en el foco de la psicología por un lado y de la política por el otro. También se analizan los traumas infantiles, al igual que la participación de los padres en el nacionalsocialismo.

### Narrador – Gambetti
La recurrente fórmula “Le dije a Gambetti” marca dos niveles de significado en el texto: por un lado, se discute la propia narración y se rompe la ficción de la recepción inmediata. Por otro lado, la relación entre el narrador en primera persona y su “alter ego”  Gambetti, una relación profesor-alumno, adquiere una importancia central: también se podría describir “la excesiva invocación lingüística de Gambetti en el discurso de Murau como la presencia amorosa y desesperadamente invocada de los demás”. Parece como si el narrador tuviera el contacto más frecuente e intenso con Gambetti en Roma, lo que sugiere que el joven es de gran importancia para el mayor: el narrador lo llama “mi persona más querida y valiosa para mí en Roma” , “a quien me aferro como él se aferra a mí”. Esta “historia que resuena constantemente y nunca se ejecuta sobre la profunda relación de Murau con su alumno Gambetti”  se salva de la mirada analítica y autoanalítica del narrador. Andreas Gößling percibe un “tono sublimemente erótico”  que recuerda a las antiguas parejas de profesores y alumnos, por ejemplo en la Academia de Atenas. La relación de Murau con su tío fallecido puede verse como un modelo a seguir o al menos un precursor de esta relación de mentoría.

### Austria
El viaje a Wolfsegg es para Murau una oportunidad de reconciliarse con sus orígenes feudales, intentando difamar todo lo relacionado con sus orígenes austriacos en una serie interminable de exageradas diatribas de odio. Sólo su tío Georg, que fue rechazado por la familia y que, como Murau, cuestionó su origen familiar, puede ser un modelo para él. Se acusa especialmente a los padres de adoptar acríticamente la ideología nacionalsocialista, cuya intolerancia siguió determinando su forma de pensar incluso después de la guerra. Casi sin ninguna diferenciación en términos de contenido, por ejemplo criticó a los jueces, maestros, madres, gobiernos austriacos, las ciudades profanadas, la insensibilidad de los cazadores, etc. y los contrastó con los ideales supuestamente verdaderos del pueblo italiano o de la “gente común”. La llamativa “oposición del arte y la barbarie, de Roma y Wolfsegg”  es el programa y es presentada por el narrador para criticarla y reducirla al absurdo, tal como lo hizo Murau “la naturaleza alemana en general y la la naturaleza austriaca en particular.”. El foco de la crítica de Murau es la deformación de la personalidad del niño, la supresión de ambiciones artísticas y filosóficas (¡las bibliotecas de Wolfsegg permanecerán cerradas durante mucho tiempo!), el nacionalsocialismo manifiesto que trajo a la llamada "gente corriente" como el Schermaiers a los campos de concentración y la falta de voluntad de la “Waldheim Austria”  para afrontar su pasado nacionalsocialista.

### Risa
El narrador critica la crítica  y señala los absurdos del “arte de la exageración”  queda expuesto al ridículo del lector implícito.
La risa ya es un leitmotiv en el nivel de la acción: cuando el estudiante se ríe repetidamente de las declaraciones de Murau (“Gambetti se había reído a carcajadas y me llamó gran exagerador”,una risa a la que ocasionalmente se suma Murau. el carácter destructivo y pesimista de las declaraciones adquiere una nota cómica; el narrador se ve a sí mismo como un "viejo tonto": “Una relajación bastante alegre dicta y orienta el concepto de extinción […]. Los nuevos héroes pueden reírse incluso de sí mismos”. Un crítico llama al narrador un "comediante hosco". Según Hans Höller, este “aspecto de lo cómico y de la poética de la risa fue descuidado en la recepción anterior de Bernhard”  y podría compararse con conceptos de recepción que representan a un “virtuoso abrumador de la desesperación alpina” por un lado y un “manierista hosco austriaco siempre decepcionante”  por otro lado, evocan nuevos horizontes de interpretación.

### Autocrítica
El narrador dirige repetidamente la crítica cáustica a sí mismo: “Probablemente también padezco una aversión patológica hacia Wolfsegg, soy injusto con ellos, soy despiadadamente injusto con ellos y con todo lo que les concierne en mi manera de observar”.  También tiene que descubrir en sí mismo la malicia y la “infamia” que percibe en su entorno, y esto pone en perspectiva las odiosas diatribas que aparecen ante el lector bajo una luz diferente, de modo que la prosa de Bernhard “lo educa para ser un crítico; del texto". En un giro autorreflexivo, el texto se dirige a sí mismo; su tema es la escritura o la recepción, filosóficamente hablando: el pensamiento del narrador de Bernhard, como en ninguno de sus libros anteriores, se dirige a sí mismo, [hace] pensar -además de ver, observar, sentir, juzgar – sobre su tema actual”.

### Literatura y teatro
El hecho de que la literatura misma esté tematizada en la novela (autorreflexividad) se desprende también del hecho de que, ya desde el principio, se mencionan obras de Jean Paul, Kafka, Thomas Bernhard (!), Musil y Broch, así como Las afinidades electivas de Goethe y El mundo como voluntad y representación de Schopenhauer como programa de formación de Gambetti.El último trabajo de Bernhard reúne los motivos esenciales de su obra poética, “esto se aplica en particular a la metáfora existencial del teatro. Todos los elementos del teatro se pueden encontrar también en su última gran obra en prosa.” Mientras que en Holzfell una habitación todavía se compara con un escenario, en Obliteration se ha convertido en un escenario físico y se nombra como tal. “Franz-Josef Murau cuenta dos obras diferentes: el drama de la familia Murau y el del funeral de los padres y el hermano del narrador. El primero terminó con el fatal accidente automovilístico de los familiares. La segunda parte de Extinción no es otra cosa que la descripción de esta secuela de un drama familiar. El funeral se convierte en un 'teatro de la muerte". El narrador dice: “El funeral es sólo un drama que te impusieron y cuyo título te presenta tus últimos respetos básicamente te repugna, porque es mentira, pensé. Y este tipo de drama es el más hipócrita. Un funeral así es el mayor drama imaginable, pensé. Ningún escritor dramático, ni siquiera Shakespeare, pensé, ha escrito jamás un drama tan grandioso, pero la literatura dramática entera es ridícula”.

### Intelectuales
Además del tío Georg y Gambetti, las “personas espirituales andróginas”  son designadas de forma claramente positiva: Eisenberg como representante de la “autenticidad política” y María, que representa la “autenticidad en materia de arte”. El narrador se comporta acríticamente con estos amigos y les concede control absoluto sobre su mente, de modo que pueda, por ejemplo: B. hace que María queme regularmente sus manuscritos. A nivel de los personajes se repite lo ya establecido a nivel de acción: la desconcretización o desencarnación en favor de lo reflexivo, meditativo. Por ejemplo, todo lo físico o sexual, especialmente en relación con el narrador, queda fuera. Sólo a los ambivalentes Spadolini y a la madre constantemente denunciada se les permite ser seres sexuales. Mujeres que no corresponden a la figura ideal del narrador en la novela como “[madres] frías, sin amor, crueles”  y como “estúpidas e incultas […], de mal gusto y poco imaginativas”, como las hermanas.

## Clasificación y recepción
Hans Höller describe Extinción como la “suma épica de su obra” y la “novela más importante” de Bernhard. Ulrich Weinzierl la llama su “obra magna”. Arne-Wigand Baganz considera que "Extinción es un gran y despiadado ajuste de cuentas que dice lo que hay que decir." 

## Adaptación teatral
- Versión teatral de Oliver Reese, dirigida por Oliver Reese, estrenada en 2016 en el Theater in der Josefstadt de Viena [46][47]
- Versión teatral de Karin Henkel, 2022 en el Deutsches Theater Berlín [48][49]

## Ediciones
- Thomas Bernhard: Auslöschung (1986). Ein Zerfall. Suhrkamp, Fráncfort del Meno 1986.
- Thomas Bernhard (1988): Auslöschung. Ein Zerfall. Suhrkamp, Fráncfort del Meno, ISBN 3-518-38063-X.
- Thomas Bernhard: Auslöschung. Ein Zerfall. Büchergilde Gutenberg, Fráncfort del Meno/Olten/Viena.